# Sabatieria coomansi
Sabatieria coomansi is een rondwormensoort uit de familie van de Comesomatidae. De wetenschappelijke naam van de soort is voor het eerst geldig gepubliceerd in 1999 door Chen.